# اروییکا (فیلم ۱۹۵۸)
اروییکا (انگلیسی: Eroica) یک فیلم درام جنگی به کارگردانی آندژی مونک محصول سال ۱۹۵۸ سینمای لهستان است.

## بازیگران
- تادئوش اومنیتسکی
- لئون نیمچیک
- بوگومیو کوبی‌یلا
- ماریوش دموخوفسکی
- کاژیمیش اوپالینسکی
- رومان کوسوفسکی
- استانیسواف باریا
- ویتولد پیرکوش
- وویچیخ شمیون
- ترسا اشمیگیلوونا
- باربارا پوومسکا
- ایگناتسی ماخوفسکی
- ادوارد جیوینسکی
- هنریک بانک
- ریشارد باچیارلی
- میخاو شفچیک
- یوزف کوستتسکی